# Saramthali (Rasuwa)
Saramthali (nep. सरमथली) – gaun wikas samiti w środkowej części Nepalu w strefie Bagmati w dystrykcie Rasuwa. Według nepalskiego spisu powszechnego z 2001 roku liczył on 728 gospodarstw domowych i 4108 mieszkańców (2083 kobiet i 2025 mężczyzn).